# Albert Hankey
Albert Edward Hankey (24 tháng 5 năm 1914 – 1998) là một cầu thủ bóng đá người Anh từng thi đấu ở vị trí thủ môn cho Stoke City, Charlton Athletic, Southend United, và Tonbridge.

## Sự nghiệp thi đấu
Hankey thi đấu cho Stoke City, Charlton Athletic, và Southend United. Ông chơi 4 trận với tư cách khách mời cho Port Vale trong Thế chiến thứ hai. Sau đó ông thi đấu cho Tonbridge.

## Thống kê
Nguồn:
| Câu lạc bộ          | Mùa giải            | Hạng đấu             | Giải vô địch | Giải vô địch | Cúp FA | Cúp FA | Khác | Khác | Tổng | Tổng |
| Câu lạc bộ          | Mùa giải            | Hạng đấu             | Trận         | Bàn          | Trận   | Bàn    | Trận | Bàn  | Trận | Bàn  |
| ------------------- | ------------------- | -------------------- | ------------ | ------------ | ------ | ------ | ---- | ---- | ---- | ---- |
| Charlton Athletic   | 1935–36             | Second Division      | 0            | 0            | 0      | 0      | 0    | 0    | 0    | 0    |
| Southend United     | 1937–38             | Third Division South | 6            | 0            | 0      | 0      | 0    | 0    | 6    | 0    |
| Southend United     | 1938–39             | Third Division South | 15           | 0            | 0      | 0      | 1    | 0    | 16   | 0    |
| Southend United     | 1946–47             | Third Division South | 38           | 0            | 3      | 0      | 0    | 0    | 41   | 0    |
| Southend United     | 1947–48             | Third Division South | 24           | 0            | 1      | 0      | 0    | 0    | 25   | 0    |
| Southend United     | 1948–49             | Third Division South | 11           | 0            | 0      | 0      | 0    | 0    | 11   | 0    |
| Southend United     | 1949–50             | Third Division South | 31           | 0            | 4      | 0      | 0    | 0    | 35   | 0    |
| Southend United     | Tổng                | Tổng                 | 125          | 0            | 8      | 0      | 1    | 0    | 134  | 0    |
| Tổng cộng sự nghiệp | Tổng cộng sự nghiệp | Tổng cộng sự nghiệp  | 125          | 0            | 8      | 0      | 1    | 0    | 134  | 0    |